# Biarozaŭka
Berjozovka (vitryska: Бярозаўка) är en stad i Belarus. Den ligger i den västra delen av landet, 140 km väster om huvudstaden Horad Mіnsk. Berjozovka ligger 126 meter över havet och antalet invånare är 10 478.

## Natur och klimat
Terrängen runt Berjozovka är platt. Runt Berjozovka är det ganska glesbefolkat, med 34 invånare per kvadratkilometer.. Det finns inga andra samhällen i närheten. 
I omgivningarna runt Berjozovka växer i huvudsak blandskog.